# Svart torvblomfluga
Svart torvblomfluga (Sericomyia nigra) är en tvåvingeart som beskrevs av Josef Aloizievitsch Portschinsky 1873. Svart torvblomfluga ingår i släktet torvblomflugor, och familjen blomflugor. Arten är reproducerande i Sverige. Inga underarter finns listade i Catalogue of Life.